# Мімі Балканська
Мімі Балканська (болг. Мими Балканска); 22 червня 1902, Русе — 22 травня 1984, Софія — болгарська оперна співачка.

## Біографія
Народилася 22 липня 1902 в Русе. У 1914–1917 навчалась грі на фортепіано у Генріха Візнера та співу в Пенки Тороманової. Займалася вокалом в Берліні та Відні.

## Творчий шлях
У 1916 Ангел Сладкаров оголосив конкурс серед художників, співаків і музикантів Болгарії. На нього з'являється 14-річна Мімі.
Поряд з Ангелом Сладкаровим, Асеном Руско, Вірою Салплієвою, Іваном Цачевим, Ілією Стояновим та іншими Мімі Балканська була одним із засновників кооперативного театру, який в 1931 здійснив гастролі до Туреччини, а в 1938 — до Югославії. За виконання ролі в опереті «Кощана» сербського композитора Станковича, представлена до високого державного ордену Королівства Сербія «Свети Сава». 
Балканкська є одним із засновників Театру художньої опери у Софії. У 1947 році працювала у Національній оперетті, а з 1948 по 1962 рік  — в Державному музичному театрі в Софії.

## Найвідоміші ролі
- Сильва, Щасі, Сесилия («Царицата на чардаша»)
- Ліза і Графиня Маріца («Графиня Марица»)
- Ана Главарі («Веселата вдовица»)
- Крістель («Птицепродавецът»)
- Парася Ніканорівна («Трембита»)
- Анджеліна («Бунтовна песен»)
- Мадам Сан-Жен («Мадам Сан-Жен»)